# 八巻和彦
八巻 和彦（やまき かずひこ、1947年5月8日 - ）は、日本の哲学者、早稲田大学名誉教授。専門は、哲学、倫理学、文明論。早稲田中学校・高等学校校長なども務めた。

## 来歴
山梨県出身。長野県諏訪清陵高等学校卒業、1971年早稲田大学第一文学部卒業。1974年東京教育大学（現筑波大学）大学院文学研究科修士課程修了。1976年東京教育大学大学院文学研究科博士後期課程中退。同年和歌山大学助手。1977年和歌山大学講師。1980年和歌山大学助教授。1986年より1988年までフンボルト財団研究奨学生としてドイツ・トリーア大学付属クザーヌス研究所に滞在。1990年早稲田大学商学部助教授、1992年教授。1997年早稲田大学学生部副部長。1998年より2000年まで早稲田大学在外研究員としてドイツ・ボン大学に滞在。2000年「ニコラウス・クザーヌスの世界像」で京都大学文学博士。2000年より2008年まで早稲田大学広報室長。2010年より2015年まで中世哲学会会長。2011年より2015年まで早稲田中学校・高等学校の校長を務めた。2018年早稲田大学を定年退職、同名誉教授。2018年より2022年まで桐朋学園大学特任教授。2022年4月より西武文理大学学長。Wissenschaftlicher Beirat der Cusanus-Gesellschaft（クザーヌス協会学術顧問）。Advisory Bord of American Cusanus Society(アメリカ・クザーヌス学会顧問）。

## 著書

### 単著
- 『クザーヌスの世界像』創文社 2001
- 『クザーヌス 生きている中世―開かれた世界と閉じた世界』ぷねうま舎 2017
- "Anregung und Uebung - Zur Laienphilosophie des Nikolaus von Kues" Aschendorff Verlag 2017
- 『クザーヌスの思索のプリズム―中世末期の現実を超克する試み』知泉書館 2019

### 編著
- 『境界に立つクザーヌス』矢内義顕共編 知泉書館 2002
- “Nicholas of Cusa, A Medieval Thinker for the Modern Age” RoutledgeCurzon 2002
- 『ジャーナリズムの〈いま〉を問う――早稲田ジャーナリズム大賞パネルディスカッションより』(早稲田大学ブックレット 「震災後」に考える) 早稲田大学広報室編 佐野眞一,後藤謙次,江川紹子,深川由起子共著 早稲田大学出版部 2012
- 『「今を伝える」ということ――「石橋湛山記念 早稲田ジャーナリズム大賞」記念講座2015』成文堂 2015
- 『日本のジャーナリズムはどう生きているか――「石橋湛山記念 早稲田ジャーナリズム大賞」記念講座2016』成文堂 2016
- 『「ポスト真実」にどう向き合うか――「石橋湛山記念 早稲田ジャーナリズム大賞」記念講座2017』成文堂 2017

### 翻訳
- ニコラウス・クザーヌス『可能現実存在』(アウロラ叢書)大出哲共訳、国文社 1987
- クザーヌス『神を観ることについて 他二篇』岩波文庫 2001
- L.ハーゲマン『キリスト教とイスラーム――対話への歩み』矢内義顕共訳 知泉書館 2003

## テレビ出演
- 『爆笑問題のニッポンの教養スペシャル　爆笑問題×早稲田大学　平成の突破力～ニッポンを変えますか？～』（NHK総合テレビジョン、2008年11月25日）